# Exarcat apostòlic de Grècia
L'Exarcat apostòlic de Grècia pels fidels de ritu bizantí (llatí: Exarchatus Apostolicus Graeciae) és una seu de l'Església Catòlica immediatament subjecta a la Santa Seu. El 2013 tenia 6.000 batejats. Actualment està regida per l'exarca Manel Nin i Güell, O.S.B.

## Territori
L'exarcat estén la seva jurisdicció sobre tots els fidels catòlics de ritu bizantí de Grècia. La seu de l'exarcat és la ciutat d'Atenes, on es troba la catedral de la Santissima Trinitat. El territori comprèn tres parròquies: la Santíssima Trinitat a Atenes, Sant Pere i Sant Pau a Giannitsa i la Nativitat de Jesús a Siros.

## Història
L'exarcat apostòlic va ser erigit l'11 de juny de 1932.

## Cronologia episcopal
- George Calavassy † (11 de juny de 1932 - 7 de novembre de 1957 mort)
- Hyakinthos Gad † (17 de febrer de 1958 - 1975 renuncià)
- Anárghyros Printesis † (28 de juny de 1975 - 23 d'abril de 2008 jubilat)
- Dimitrios Salachas (23 d'abril de 2008 - 2 de febrer de 2016 jubilat)
- Manel Nin i Güell, O.S.B., des del 2 de febrer de 2016

## Estadístiques
A finals del 2013, la diòcesi tenia 6.000 batejats.
| any  | població | població  | població | sacerdots | sacerdots       | sacerdots       | sacerdots             | diaques | religiosos | religiosos | parroquies |
| ---- | -------- | --------- | -------- | --------- | --------------- | --------------- | --------------------- | ------- | ---------- | ---------- | ---------- |
| any  | batejats | total     | %        | total     | clergat secular | clergat regular | batejats por sacerdot | diaques | homes      | dones      |            |
| 1950 | 1.710    | 7.800.000 | 0,0      | 14        | 14              |                 | 122                   |         |            | 20         | 3          |
| 1970 | 3.000    | ?         | ?        | 15        | 15              |                 | 200                   |         |            | 34         | 2          |
| 1980 | 2.500    | ?         | ?        | 14        | 14              |                 | 178                   |         |            | 22         | 2          |
| 1990 | 2.300    | ?         | ?        | 12        | 12              |                 | 191                   |         |            | 17         | 2          |
| 1999 | 2.300    | ?         | ?        | 8         | 8               |                 | 287                   | 2       |            | 10         | 3          |
| 2000 | 2.300    | ?         | ?        | 7         | 7               |                 | 328                   | 2       |            | 10         | 3          |
| 2001 | 2.300    | ?         | ?        | 7         | 7               |                 | 328                   | 1       |            | 10         | 3          |
| 2002 | 2.300    | ?         | ?        | 7         | 7               |                 | 328                   | 1       |            | 10         | 3          |
| 2003 | 2.300    | ?         | ?        | 8         | 8               |                 | 287                   | 2       |            | 10         | 3          |
| 2004 | 2.300    | ?         | ?        | 8         | 8               |                 | 287                   | 2       |            | 10         | 3          |
| 2009 | 2.500    | ?         | ?        | 11        | 11              |                 | 227                   | 1       |            | 15         | 3          |
| 2013 | 6.000    | ?         | ?        | 7         | 7               |                 | 857                   |         |            | 15         | 3          |